# الکسیس گریتچنکو
الکسیس گریتچنکو (انگلیسی: Alexis Gritchenko; ۲ آوریل ۱۸۸۳ – ۲۸ ژانویهٔ ۱۹۷۷) نقاش اهل روسیه بود.